# Enboodhoo (Alifu Dhaal-atol)
Enboodhoo is een van de onbewoonde eilanden van het Alif Dhaal-atol behorende tot de Maldiven.